# アラビヤン焼そば
アラビヤン焼そば（アラビヤンやきそば）とはサンヨー食品から「サッポロ一番」ブランドにて発売されている袋麺タイプのインスタント焼きそばである。

## 概要
1967年4月10日、袋麺タイプのインスタント焼きそばとしてサンヨー食品から発売された。液状タイプのソースでなく、粉末ソースで炒める焼きそば。パッケージには、ターバンを巻いたインド人風の青い目の人形と「不思議な位おいしく出来ます」というキャッチコピーが記載されている。
名称の由来について、同社は草創期の商品ということもあり確実に把握していないが、『キャッチコピーの「不思議な位おいしく出来ます」から「不思議な位→魔法のように→アラジン」というイメージの延長で連想した』説と、『開発商品の1番目が「サッポロ一番」、2番目が「長崎タンメン」など、ご当地モノを重視した名称が続き、当商品は4番目なのでその流れで考えられた』説が挙げられていた。
当初、全国販売されテレビコマーシャルも放映されていたが、1980年～2008年頃までの間は千葉県北部から茨城県南部を中心に販売されていた。そもそも地域限定販売を狙ったのではなく、他の地域では需要低迷で採算割れしたことで販売を終了、後に再度関東地方のコンビニで試験販売を実施したが低調で他地域での展開を諦めた。その一方、千葉県から茨城県の一部地域だけは好評で売上が安定していたため、このような販売形態になっていた。マックスコーヒーと同様に「千葉県ご当地食品」と呼ばれることも少なくなかった。
2000年2月にリニューアルが行われ、サッポロ一番ブランドに編入された。2000年代中盤以降はインターネット上において興味関心を持つ者の間で話題となったり、通信販売で購入可能な状態となっていた。
2008年6月30日から同年9月までの限定商品で、大盛サイズのカップ焼きそばに発展した「アラビヤン焼そば BIG」が全国で発売された。
2009年以降より再び全国で店頭販売されるようになった。
サンヨー食品の友好会社で千葉県旭市にある「カナヤ食品」（製造所固有記号：+Z）において製造されている。